# Avrilly (Allier)
Avrilly ist eine französische Gemeinde mit 137 Einwohnern (Stand: 1. Januar 2022) im Département Allier in der Region Auvergne-Rhône-Alpes (vor 2016 Auvergne); sie gehört zum Arrondissement Vichy und zum Kanton Dompierre-sur-Besbre. 

## Geographie
Die Gemeinde Avrilly liegt an der Loire, 31 Kilometer nordnordwestlich von Roanne an der Grenze zum Département Saône-et-Loire am Rand der Landschaft Bourbonnais. Umgeben wird Avrilly von den Nachbargemeinden Luneau im Norden, Vindecy im Nordosten und Osten, Baugy im Südosten, Bourg-le-Comte im Süden sowie Le Bouchaud im Südwesten und Westen.

## Bevölkerungsentwicklung
| Jahr                       | 1962 | 1968 | 1975 | 1982 | 1990 | 1999 | 2006 | 2014 | 2022 |
| Einwohner                  | 330  | 289  | 241  | 193  | 159  | 179  | 170  | 138  | 137  |
| Quellen: Cassini und INSEE |      |      |      |      |      |      |      |      |      |

## Sehenswürdigkeiten
- Kirche St-Honorat, im 19. Jahrhundert wieder errichtet

Siehe auch: Liste der Monuments historiques in Avrilly (Allier)

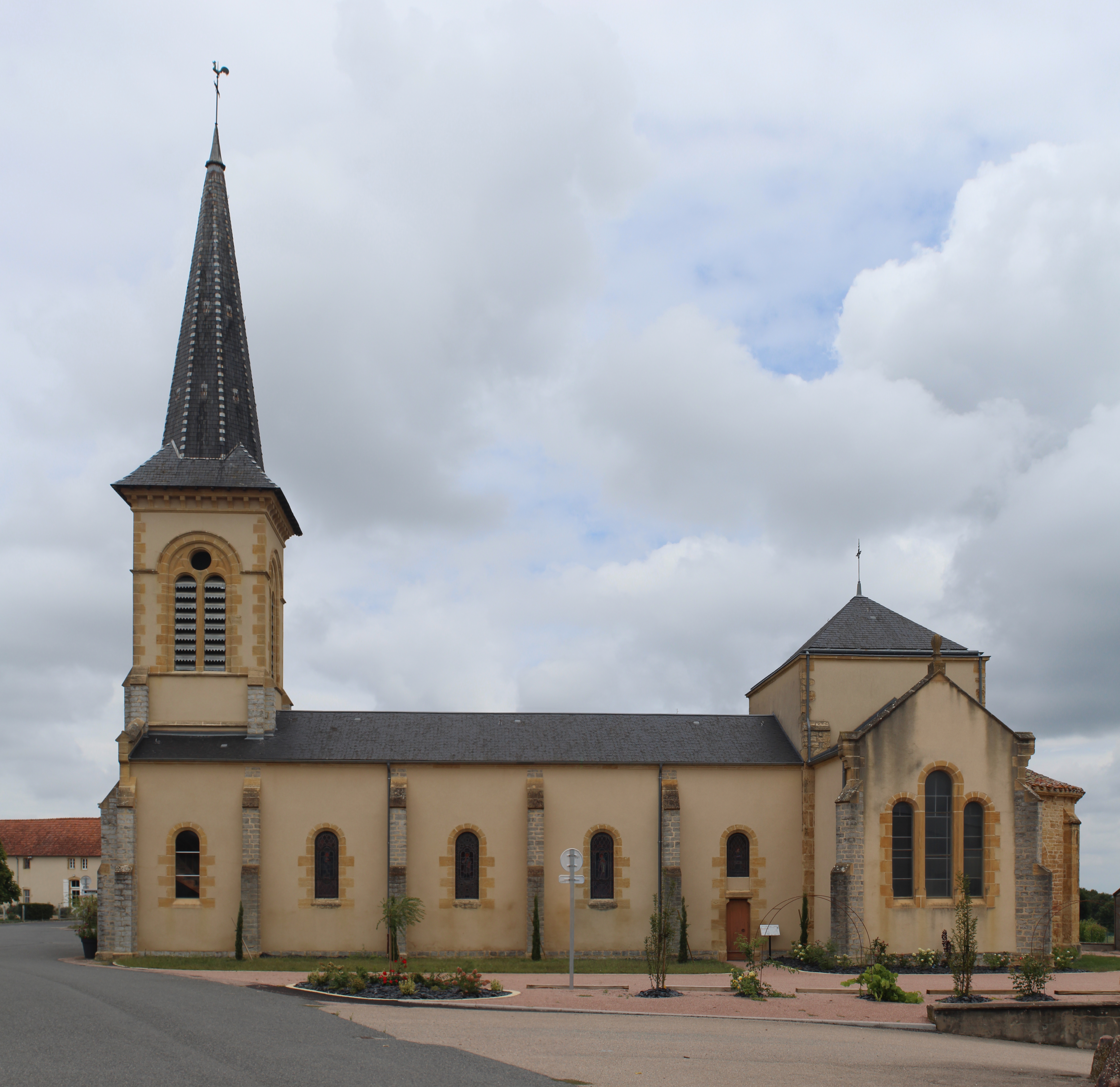
Kirche St-Honorat
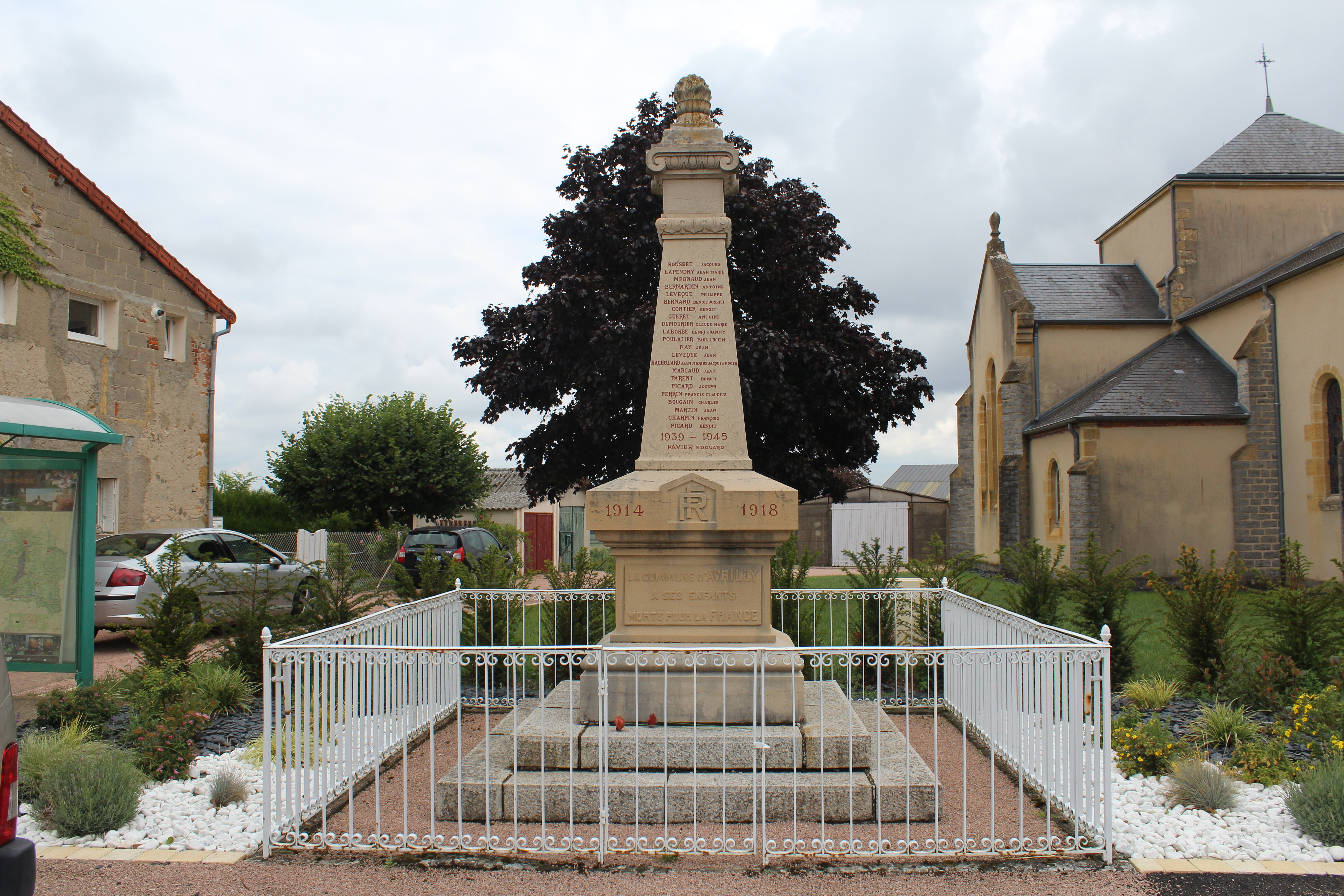
Gefallenendenkmal